# Catch-22 (Lost)
 For alternative betydninger, se Catch-22. (Se også artikler, som begynder med Catch-22)
"Catch-22" er 17. afsnit af tredje sæson af den amerikanske tv-serie Lost. Afsnittet er skrevet af Jeff Pinkner og Brian K. Vaughan, og instrueret af Stephen Williams. Det blev sendt første gang 18. april 2007 på American Broadcasting Company. Afsnittet markerer første optræden for Marsha Thomason, der spiller britiske Naomi Dorrit.
Desmond Humes (Henry Ian Cusick) visioner om Charlie Paces (Dominic Monaghan) død fortsætter, og da han i samme omgang ser sin kærste Penelope Widmore (Sonya Walger) ankomme til øen, beslutter han at lade Charlie dø. I flashbacks følges Desmonds tid i munkekloster og hans første møde med Penny.

## Trivia
- Afsnittet deler navn med en roman af Joseph Heller, der på dansk hedder Punkt 22.